# Curchorem Cacora
Curchorem Cacora (o più semplicemente solo Curchorem) è una città dell'India di 21.398 abitanti, situata nel distretto di Goa Sud, nello territorio federato di Goa. In base al numero di abitanti la città rientra nella classe III (da 20.000 a 49.999 persone).

## Geografia fisica
La città è situata a 15° 15' 0 N e 74° 5' 60 E e ha un'altitudine di 12 m s.l.m..

## Società

### Evoluzione demografica
Al censimento del 2001 la popolazione di Curchorem assommava a 21.398 persone, delle quali 10.961 maschi e 10.437 femmine. I bambini di età inferiore o uguale ai sei anni assommavano a 2.465, dei quali 1.292 maschi e 1.173n femmine. Infine, coloro che erano in grado di saper almeno leggere e scrivere erano 15.807, dei quali 8.665 maschi e 7.142 femmine.